# منتخب رومانيا لكرة اليد للشابات
منتخب رومانيا لكرة اليد للشابات هو ممثل رومانيا الرسمي في المنافسات الدولية في كرة اليد
.

## وصلات خارجية
- الموقع الرسمي